# Gołuchów (Grande-Pologne)
Pour les articles homonymes, voir Gołuchów.
Gołuchów est un village polonais de la gmina de Gołuchów dans la powiat de Pleszew de la voïvodie de Grande-Pologne dans le centre de la Pologne.

## Histoire
Le village possède une population de 3 200 habitants en 2014.